# Аккемер
Аккемер (каз. Ақкемер) — село в Уилском районе Актюбинской области Казахстана. Входит в состав Саралжинского сельского округа. Код КАТО — 155245200.

## Население
В 1999 году население села составляло 628 человек (323 мужчины и 305 женщин). По данным переписи 2009 года, в селе проживало 517 человек (282 мужчины и 235 женщин).